# Верх-Каргат (Каргатський район)
Верх-Каргат (рос. Верх-Каргат) — село у Каргатському районі Новосибірської області Російської Федерації.
Входить до складу муніципального утворення Верх-Каргатська сільрада. Населення становить 420 осіб (2010).

## Історія
Згідно із законом від 2 червня 2004 року органом місцевого самоврядування є Верх-Каргатська сільрада.

## Населення
| 2002 | 2007 | 2010 |
| ---- | ---- | ---- |
| 654  | ↘453 | ↘420 |